# Бел Хејвен (округ Ферфакс, Вирџинија)
Бел Хејвен (енгл. Belle Haven, Fairfax County) насељено је место без административног статуса у америчкој савезној држави Вирџинија.

## Демографија
По попису из 2010. године број становника је 6.518, што је 249 (4,0%) становника више него 2000. године.
| Група             | 2000.         | 2010.         |
| Белци             | 5.207 (83,1%) | 4.935 (75,7%) |
| Афроамериканци    | 431 (6,9%)    | 456 (7,0%)    |
| Азијати           | 142 (2,3%)    | 228 (3,5%)    |
| Хиспаноамериканци | 343 (5,5%)    | 767 (11,8%)   |
| Укупно            | 6.269         | 6.518         |